# Clara Israel
Clara Israel (geboren 28. Oktober 1876 in Spandau; gestorben 22. Oktober 1942 in Berlin) war jüdischer Herkunft und eine Pionierin der Sozialen Arbeit in Deutschland. Sie war erster weiblicher Magistratsrat in Preußen.

## Leben und Wirken
Mit vier Geschwistern aufgewachsen, durchlief sie als Tochter einer alteingesessenen Kaufmannsfamilie die damals übliche Ausbildung für Mädchen ihres Standes.
Clara Israel absolvierte die Königliche Augustaschule und anschließend ein Kindergärtnerinnen- und Hortnerinnenseminar. Rückblickend fühlte sie sich durch die Erziehung und Bildung im Elternhaus, in Schule und Seminar für das Leben geformt.
Viele Jahre arbeitete sie in einem Hort in der Nähe des Berliner Alexanderplatzes.
Im Alter von 17 Jahren hatte sie sich den Mädchen- und Frauengruppen für soziale Hilfsarbeit angeschlossen. Zudem arbeitete sie noch ehrenamtlich bei der Deutschen Zentrale für Jugendfürsorge.
Als man 1908 begann Jugendgerichte einzurichten, wurde Clara Israel auf Empfehlung von Alice Salomon mit der Jugendgerichtshilfe betraut, deren Aufgabe in erster Linie und zum größten Teil darin bestand, straffällige Burschen oder Mädchen für ein ordentliches Leben zu gewinnen und sie vor der Rückfälligkeit zu behüten. Nach der Übernahme der Einrichtung durch die Stadt Charlottenburg wurde sie 1923 Leiterin der Bezirksfürsorge des Jugendamtes Charlottenburg mit dem Titel Sozialsekretärin. In dieser Funktion hatte sie maßgebend die Entwicklung Sozialer Arbeit von der traditionellen Armenpflege hin zur modernen Wohlfahrtspflege bestimmt. Sie war verantwortlich für fast alle Gebiete der damaligen Wohlfahrtspflege wie:
Soziale Arbeit auf dem Gebiet der Jugendwohlfahrt und der Wirtschaftsfürsorge, insbesondere der Pflegekinderschutz, die Beratung von Eltern, Pflegeeltern und Vormündern in allen Erziehungsangelegenheiten, Schutzaufsicht, Jugendgerichtshilfe, Psychopathenfürsorge, Fürsorge für verwahrlosende und obdachlose Jugendliche, Schwangerenfürsorge, Kleinrentnerfürsorge, Fürsorge für geschlechtskranke Kinder, Krankenhausfürsorge, Fürsorge für schulentlassene männliche Jugendliche.
1929 wurde Clara Israel als Leiterin des Jugendamtes Berlin-Charlottenburg zum ersten weiblichen Magistratsrat in Berlin ernannt. Daneben unterrichtete sie noch Vormundschaftslehre und Jugendgerichtsbarkeit an der Städtischen Wohlfahrtsschule für Fürsorgerinnen in Charlottenburg sowie an der Wohlfahrtsschule des Sozialpädagogischen Seminars des Jugendheims Charlottenburg. Clara Israel war Mitglied des Hauptvorstandes des Deutschen Verbandes der Sozialbeamtinnen und des Kuratoriums der Sozialhygienischen Akademie Berlin-Charlottenburg.
Am 11. März 1933 wurde sie wegen ihrer jüdischen Herkunft aus all ihren Ämtern vertrieben. Von diesem Rauswurf betroffen, schrieb sie an eine ihr befreundete Wohlfahrtspflegerin:
Was heute in Deutschland geschieht, verlangt von jedem Stellungnahme, darf aber auch niemand mit Ballast an falscher Stelle kämpfen lassen. Auch Dein Weg ist nicht eben. Du wirst Deine ganze Kraft brauchen. Vergeude sie nicht an falscher Stelle! Und ich gehe meinen Weg. Ich konnte einst Verantwortung für viele tragen; ich lehne es heute ab, die kleine Verantwortung zu tragen, daß ein Besuch bei mir diskreditiert. Ich, mein Ehrgefühl und mein Menschentum sind nicht berührt, solange ich keine Schuld auf mich lade.
Nach 1933 engagierte sich Clara Israel im Jüdischen Hauspflegeverein Berlin-Charlottenburg.
Wenige Tage vor ihrem 66. Geburtstag beging sie, zusammen mit ihrer Schwester Rosa Grunwald und ihrer Lebenspartnerin, der Wohlfahrtspflegerin Margarete Hartstein, Suizid, da der Befehl zur Deportation gekommen war. Die Beerdigung auf dem Jüdischen Friedhof in Weißensee erfolgte nachts, damit die Gestapo die Leichen nicht beschlagnehmen konnte.

## Schriften (Auswahl)
- Versorgung oder Fürsorge für die Kleinrentner, in: Soziale Berufsarbeit 1927, H. 11/12, S. 4ff.
- Fortbildungsfragen, in: Soziale Berufsarbeit 1928, H. 7/8, S. 10f.
- Abbau von Fürsorgekräften als Sparmaßnahme, in: Soziale Praxis 1931, H. 12, S. 378ff.